# Microcos inflexa
Microcos inflexa är en malvaväxtart som först beskrevs av Elmer Drew Merrill, och fick sitt nu gällande namn av Karl Ewald Maximilian Burret. Microcos inflexa ingår i släktet Microcos och familjen malvaväxter. Inga underarter finns listade i Catalogue of Life.